# قانون تعديل أجهزة الاستخبارات 2004 (أستراليا)
أقرّ البرلمان الأسترالي قانون تعديل أجهزة الاستخبارات لعام 2004 (Intelligence Services Amendment Act 2004) في 1 أبريل 2004 كتعديل لقانون أجهزة الاستخبارات لعام 2001 (ISA) لمنح جهاز الاستخبارات السرية الأسترالي صلاحيات جديدة مثيرة للجدل. يلغي مشروع القانون حظر قانون ISA على حمل عناصر جهاز الاستخبارات السرية الأسترالي للأسلحة النارية، ويسمح لجهاز الاستخبارات السرية الأسترالي بالعمل مع وكالات استخبارات أجنبية لتنفيذ أنشطة شبه عسكرية وعنيفة، شريطة ألا يشارك في تنفيذ هذه العمليات.
قُدِّم مشروع قانون تعديل أجهزة الاستخبارات لعام 2003 إلى البرلمان في 15 أكتوبر 2003 من قِبَل وزير الخارجية ألكسندر داونر، كتعديل لقانون الأمن الداخلي. سعى مشروع القانون إلى تعديل قانون الأمن الداخلي للسماح لجهاز الأمن الداخلي بالمشاركة في تخطيط وتنفيذ أنشطة شبه عسكرية أو عنيفة من قِبَل آخرين، وتوفير الأسلحة وتقنيات الدفاع عن النفس والتدريب عليها واستخدامها في ظروف معينة (أي عندما يرى الوزير المسؤول أن الظروف مناسبة).  واقترح مشروع القانون السماح لجهاز الأمن الداخلي بالعمل مع منظمات أخرى (مثل وكالة المخابرات المركزية أو جهاز الاستخبارات البريطاني MI6 ) في العمليات شبه العسكرية، شريطة ألا يكون موظفو وعملاء جهاز الأمن الداخلي متورطين شخصيًا في تنفيذها.